# Tanja Voigt
Hauptkommissarin Tanja Voigt ist eine fiktive Person aus der ARD-Krimireihe Polizeiruf 110, die von Katrin Sass gespielt wurde.

## Figur
Hauptkommissarin Tanja Voigt ist geschieden und lebt mit ihrem Sohn, der auf die schiefe Bahn gerät (Der Sohn der Kommissarin) zusammen. Beziehungen zu ihren Partnern Hoffmann und Kochan scheitern.

## Hintergrund
Für den ORB und den SFB ermittelte ab 1993 Katrin Sass als Tanja Voigt in Brandenburg. In den ersten Folgen war Dirk Schoedon als Jens Hoffmann ihr Partner.
Die allein vom SFB verantworteten Filme Sieben Tage Freiheit und Im Netz wurden mit Hilfe einer Handkamera auf Betacam aufgezeichnet. Ein ähnliches Vorgehen bei den ebenfalls vom SFB produzierten Tatort-Filmen mit Roiter und Zorowski ist vielfach kritisiert worden. Die Bilder seien „von undifferenzierter Tiefenschärfe und die Darsteller wie Pfannkuchen flachgeleuchtet“ urteilte Norbert Hübner.
Nach 10 Filmen trennte sich der ORB 1999 aufgrund ihrer Alkoholabhängigkeit von Katrin Sass und verpflichtete Jutta Hoffmann in der Rolle der Wanda Rosenbaum als Nachfolgerin.

## Folgen
| Fall | Folge | Titel                            | Sender  | Erstausstr.   | Autor                           | Regie           | Partner       | Besonderheiten |
| ---- | ----- | -------------------------------- | ------- | ------------- | ------------------------------- | --------------- | ------------- | --- |
| 1    | 157   | Blue Dream – Tod im Regen        | ORB/SFB | 17. Okt. 1993 | André Hennicke                  | Bodo Fürneisen  | Jens Hoffmann | |
| 2    | 160   | Totes Gleis                      | ORB/SFB | 10. Apr. 1994 | Leo P. Ard, Michael Illner      | Bernd Böhlich   | Jens Hoffmann | Ausgezeichnet mit dem Adolf-Grimme-Preis mit Gold 1995 für Bernd Böhlich, Leo P. Ard, Michael Illner, Otto Sander und Ben Becker.                          |
| 3    | 166   | Opfergang                        | ORB     | 20. Nov. 1994 | Leo P. Ard, Michael Illner      | Carlo Rola      | Jürgen Kochan | Jens Hoffmann tritt als Gast auf. |
| 4    | 170   | Sieben Tage Freiheit             | SFB     | 28. Mai 1995  | Ulrich Stieler, Dagmar Wittmers | Dagmar Wittmers | Jens Hoffmann | |
| 5    | 173   | Im Netz                          | SFB     | 23. Juli 1995 | Uwe Petzold                     | Rodica Doehnert | Jens Hoffmann | |
| 6    | 178   | Jutta oder Die Kinder von Damutz | ORB     | 3. Dez. 1995  | Helmut Bez, Bernd Böhlich       | Bernd Böhlich   |               | |
| 7    | 184   | Die Gazelle                      | NDR/ORB | 17. Nov. 1996 | Jürgen Pomorin, Michael Illner  | Bodo Fürneisen  |               | Die ORB-Kommissarin Tanja Voigt ermittelte gemeinsam mit Kurt Groth (Kurt Böwe) und Jens Hinrichs (Uwe Steimle), die für den NDR als Ermittler arbeiteten. |
| 8    | 185   | Kurzer Traum                     | ORB     | 22. Dez. 1996 | Scarlett Kleint                 | Bernd Böhlich   |               | Auftritt von Horst Krause als Dorfpolizist. |
| 9    | 193   | Der Sohn der Kommissarin         | ORB     | 21. Sep. 1997 | Stefan Kolditz                  | Jan Ruzicka     |               | |
| 10   | 196   | Das Wunder von Wustermark        | ORB     | 4. Jan. 1998  | Leo P. Ard, Michael Illner      | Bernd Böhlich   |               | Fortsetzung von Folge 160 (Totes Gleis) Auftritt von Horst Krause als Dorfpolizist.                                                                        |